# Baleroth
Baleroth ist ein Ortsteil der Gemeinde Eitorf.

## Lage
Baleroth liegt nördlich der Sieg an den Hängen des Nutscheid. Entfernte Nachbarorte sind im Uhrzeigersinn Wilbertzhohn, Niederottersbach, Köttingen, Kehlenbach, Halft, Eitorf und Bohlscheid.

## Einwohner
1821 hatte der Ort 78 Bewohner.
1845 wohnten hier 91 Personen in 14 Häusern.
1885 hatte Baleroth 19 Wohngebäude und 89 Einwohner.
1925 waren hier 16 Haushalte verzeichnet.